# Gerhard Hofmann (Journalist)
Gerhard Hofmann (* 3. August 1948 in Miltenberg am Main, Bayern) ist ein deutscher Fernsehjournalist, Buchautor und Netzwerker im Bereich Erneuerbare Energien. Er war von 1989 bis 1993 Auslandskorrespondent der ARD für Südamerika in Buenos Aires. Von 1994 bis 1999 leitete er das RTL-Hauptstadtstudio in Bonn, bis 2008 war er Chefkorrespondent und Leiter des Politik-Ressorts für RTL und n-tv in Berlin.

## Leben
Aufgewachsen in Miltenberg am Main, ging Gerhard Hofmann nach dem Abitur nach München, wo er Geschichte und Politik studierte und 1975 promovierte. Noch während seines Studiums und seiner Promotion besuchte Hofmann die Deutsche Journalistenschule in München.

## Journalistische Tätigkeit
Seit 1971 arbeitete Gerhard Hofmann beim Bayerischen Rundfunk als Fernsehredakteur und Moderator in den Ressorts Innen- und Außenpolitik. 1982 wechselte er zum SWF nach Mainz und wurde dort Abteilungsleiter bei ARD-aktuell. 1989 ging Hofmann als Korrespondent für die ARD nach Buenos Aires, von wo aus er als Fernsehreporter aus Südamerika berichtete. Nach vier Jahren in Buenos Aires kehrte er 1993 nach Deutschland zurück, zunächst nach Baden-Baden als Chefreporter Fernsehen beim SWF.
1994 wechselte Hofmann zum Privatsender RTL und wurde Leiter des Hauptstadtstudios Bonn. Mit dem Umzug der Bundesregierung nach Berlin wechselte Hofmann 1999 ins RTL-Studio an die Spree und wurde politischer Chefkorrespondent für RTL und später auch n-tv. Im Jahr 2007 erschien sein Buch Die Verschwörung der Journaille zu Berlin – oder Der einsame Kampf gegen Meinungs-Macher und Meinungs-Umfrager – oder Die Letzten Tage von Rot-Grün – ein politisches Tagebuch, in dem er die Gründe für den Niedergang der rot-grünen Regierung unter Gerhard Schröder und die Reaktion der Medien beleuchtete. Anfang 2008 beendete Hofmann seine journalistische Tätigkeit.

## Beratertätigkeit und Networking zu Erneuerbaren Energien
2008 wandte sich Gerhard Hofmann zunächst der Solarbranche zu, führte vorübergehend das EUREF-Institut und machte sich dann mit einer Beratungsagentur („Agentur Zukunft – Büro für Nachhaltigkeitsfragen“) selbständig. Mit seiner Agentur beriet Hofmann unter anderem die Dii GmbH (Desertec Industrial Initiative) und erstellte von 2010 bis 2020 gemeinsam mit dem Max-Planck-Institut für Chemische Energiekonversion in Mülheim an der Ruhr (MPI CEC) ein Informationsportal zu neuen Ernergie-Technologien (Solarify). Als freier Autor veröffentlicht er Texte zu Energie- und Nachhaltigkeitsfragen und anderen politischen Themen. Er ist Mitglied des Redaktionsbeirats der Neuen Gesellschaft/Frankfurter Hefte.

## Aktivitäten und Verbände
Gerhard Hofmann ist Mitglied der Forschungsgruppe Finanzen und Wirtschaft des Weltethos-Instituts an der Universität Tübingen und war bis 2023 Vorstandsmitglied beim Verein Gesicht Zeigen! Für ein weltoffenes Deutschland. Seit seiner Zeit in Südamerika betreibt er mit seiner Frau den Hilfsfonds Padre Miguel, einen Verein zur Unterstützung eines Armenpfarrers in Buenos Aires.

## Privates
Gerhard Hofmann ist seit 1981 verheiratet und hat zwei Töchter. Er lebt seit 1999 in Berlin.